# Tumpeng
Tumpeng se trata de un cono de arroz basmati (teñido de amarillo debido al uso de colorante cúrcuma) que asemeja a una montaña que se sirve en una bandeja rodeado de diferentes platos de la cocina de Indonesia. Estos platos se componen de carnes y verduras propias de la región. Se elabora para celebrar la ceremonia del slamatan

## Características
El arroz en forma de cono se elabora mediante el uso de una hoja de bambú enrollada que acaba decorando el vértice del plato. El arroz puede ser un simple arroz hervido, arroz al estilo uduk (cocinado con leche de coco), amarillo (arroz uduk amarillo kunyit (cúrcuma)).